# Guerrabut
Guerrabut är en udde i Antarktis. Den ligger i Sydorkneyöarna. Argentina och Storbritannien gör anspråk på området.
Terrängen inåt land är huvudsakligen kuperad, men åt sydost är den platt. Havet är nära Guerrabut åt sydost.  Trakten är obefolkad. Det finns inga samhällen i närheten. 